# Planetární diferenciace

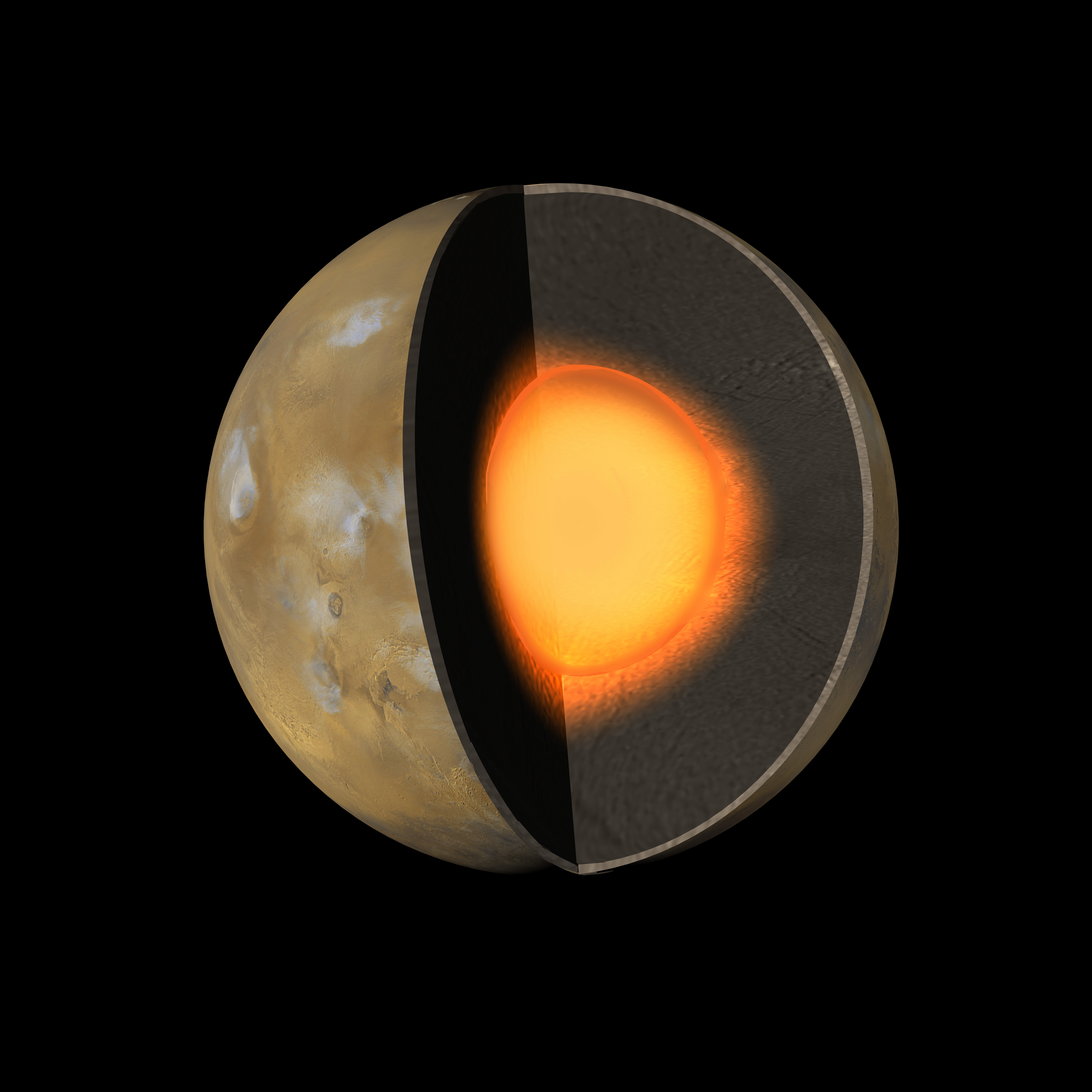
Vnitřní stavba Marsu

Planetární diferenciace je proces v době formování planety, během kterého dochází k rozdělení hmot na jednotlivé vrstvy na základě jejich fyzikálních a chemických vlastností. U terestrických planet dochází během diferenciace k tomu, že v roztaveném materiálu klesají těžší prvky do centra planety, kde nechají vzniknout planetárnímu jádru. Od okamžiku vzniku planetárního jádra je jeho velikost, dokonale kulovitý tvar, hustota i složení zcela neměnné. Současně dochází k vytlačování lehčích prvků směrem k povrchu tělesa, čímž vznikne planetární plášť. Vnitřní strukturu mohou mít diferenciovanou i menší tělesa, zejména trpasličí planety.